# Jungwon-gu
Jungwon-gu là một quận (gu), ở Seongnam-si, Gyeonggi-do, Hàn Quốc.

## Liên kết
- Website chính thức